# 내털리아 시글리우티
내털리아 시글리우티(영어: Natalia Cigliuti 내탤리아 시글리우티[*], 영어 발음: /nə'tæljə/, 1978년 9월 6일~)는 미국의 배우이다.

## 출연 작품

### 영화
- 사이먼 세즈 (1999, Simon Sez)
- 돈 잃고 몸 버리고 (2000, Held Up)
- 조는 못말려 (2001)
- Reality Check (2002)
- 킬 스피드 (2010) - 로재나 역
- Drunk Parents (2018)

### 텔레비전
- 베벌리힐스 아이들 (1997)
- 올 마이 칠드런 (2004-06)
- Raising the Bar (2008-09)
- G.I. Joe: Renegades (2010-11) - 스칼릿 목소리 역
- 데퓨티 (2020, Deputy)